# ABC Weekend Special
ABC Weekend Special foi uma série de mini-filmes direcionados ao público infantil, exibida pela ABC entre 1977 e 1997, sempre no bloco de atrações infantis dos sábados. Durante a década de 1980, o apresentador do programa foi O.G. Readmore, um personagem que também participou de cinco episódios do programa.[carece de fontes?]